# Ганс Шолль (астроном)
Ганс Шолль (нар. 1942) — німецький астроном, який працював в Астрономічному дослідницькому інституті в Гайдельберзі (Німеччина) та в Обсерваторії Лазурового берега в Ніцці (Франція). У 1999 році він був членом команди, яка відкрила три супутники Урана — Просперо, Сетебос і Стефано. Протягом 2003—2005 років він також відкрив 55 малих планет разом з італійським астрономом Андреа Боаттіні в обсерваторії Ла-Сілья на півночі Чилі.
Шолль відомий своїми теоретичними роботами про орбіти малих планет. Він вивчав орбітальний резонанс зовнішніх астероїдів головного поясу, а також орбіти 2062 Атона, навколоземного об'єкта, та 2060 Хірона, кентавра та комети. Його дослідження малих планет включали визначення мас астероїдів, дослідження лібрації, участь в космічних місіях.
На його честь названо астероїд головного поясу 2959 Шоль, відкритий англо-американським астрономом Едвардом Бовелом у 1983 році.